# V-Label

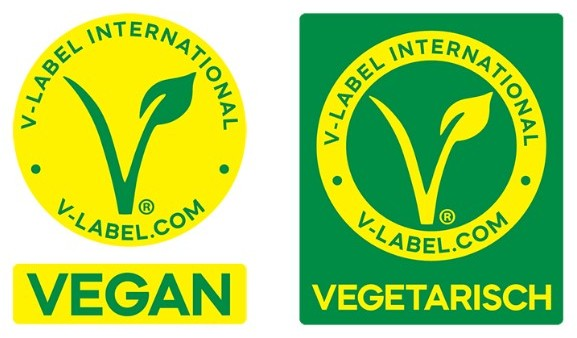
Die zwei unterschiedlichen V-Label im 2023 eingeführten Design.

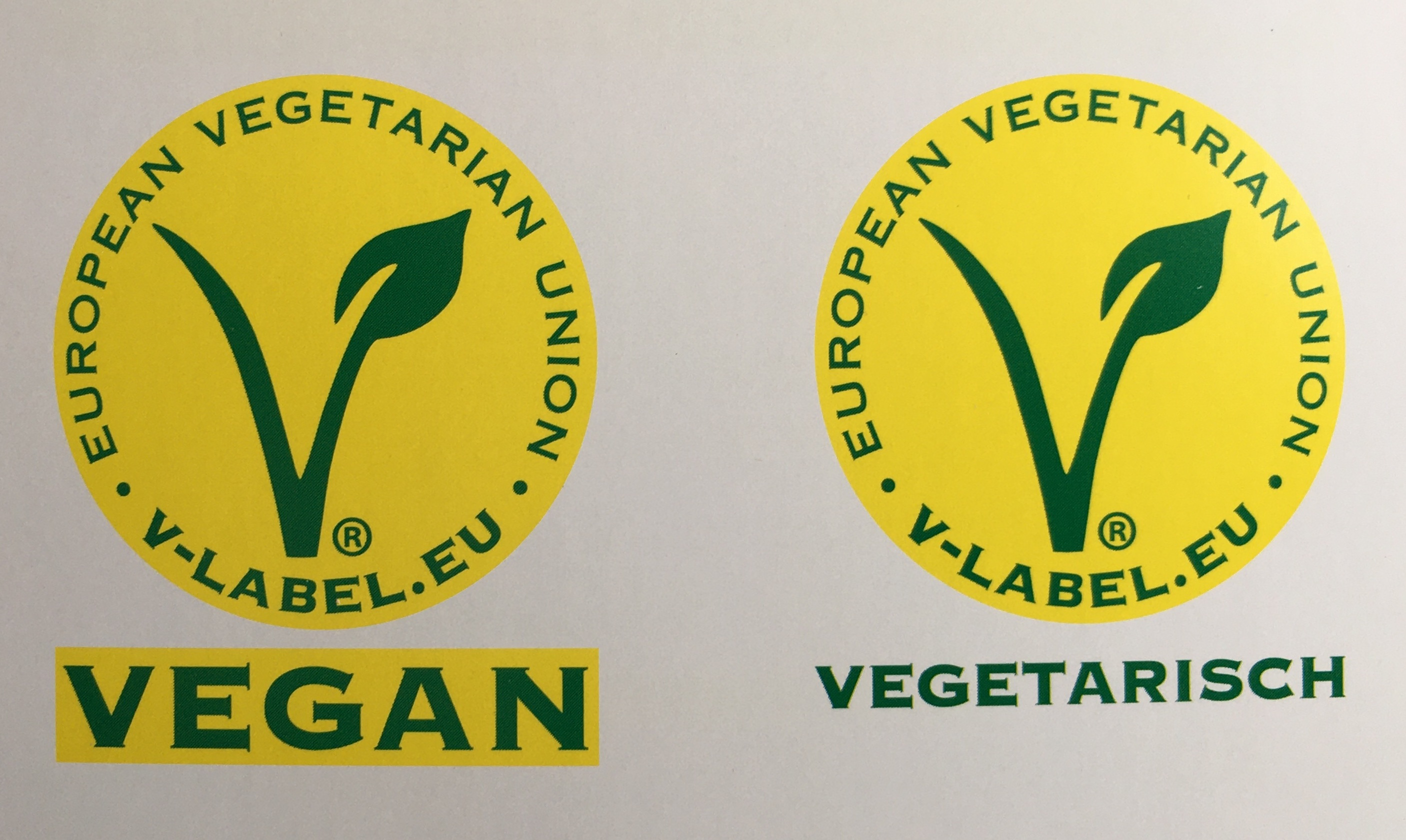
Alte Version der beiden V-Label.

Das V-Label ist ein einheitliches Gütesiegel der Europäischen Vegetarier-Union zur Kennzeichnung von vegetarischen und veganen Produkten und Dienstleistungen. Das Label wird auch als Vegi-Label und Vegetarismus-Label bezeichnet. Es ist kein staatlich anerkanntes Label. Das V-Label wurde durch Swissveg erstmals für die Produktkennzeichnung verwendet und später mit Hilfe der Europäischen Vegetarier-Union international verbreitet und wird heute in Deutschland durch ProVeg (ehemals Vegetarierbund, VEBU) vertreten. Die Zeichengeber wollen mit dem Label den Verbrauchern „eine einfache sowie sichere Orientierungshilfe beim täglichen Einkauf“ bieten.

## Einsatzgebiet
Die Verbreitung ist in Europa unterschiedlich ausgeprägt. Das Label wird von allen Europäischen Vegetarierorganisationen als Kennzeichnung für vegetarische (inkl. vegane) Produkte und Dienstleistungen anerkannt.
Außerhalb Europas gibt es, Stand 2021, Vertretungen in Chile, Peru und Argentinien.
Lizenzgeber in den deutschsprachigen Ländern:
- Deutschland: ProVeg Deutschland
- Schweiz: Swissveg
- Österreich: Vegane Gesellschaft Österreich[3]

### Produkte
Das V-Label kann für folgende Produktkategorien beantragt werden
- Waren
  - Lebensmittel (inkl. Getränke, Wein, Nahrungsergänzungsmittel)
  - Kosmetik (inkl. Reinigungs- und Putzmittel)
  - Druckereiprodukte
  - Non Food
- Dienstleistungen
  - Gastronomie

## Kriterien

### Waren
Produkte, welche mit dem V-Label „vegetarisch“ ausgezeichnet sind, signalisieren, dass keine Tierkörperbestandteile jedweder Art enthalten sind. Dies bezieht sich auch auf versteckte, nicht deklarationspflichtige Verarbeitungshilfsmittel, wie z. B. Kälberlab im Käse oder Gelatine in Fruchtsäften. Enthält ein Produkt das Label „vegan“, ist es frei von jeglichen tierischen Bestandteilen.

### Dienstleistungen
Gastronomiegewerbe, die mit dem V-Label ausgezeichnet sind, müssen
- für die vegetarischen Gerichte die o. g. Kriterien für Lebensmittel erfüllen,
- unangemeldete Kontrollen der Küche und des Lagers sowie Befragung des Personals durch die Swissveg akzeptieren, die pro Betrieb i. d. R. nicht häufiger als einmal jährlich durchgeführt wird,
- mindestens ein täglich wechselndes vegetarisches Gericht anbieten,
- daneben mindestens zwei weitere vegetarische Gerichte anbieten,
- die vegetarischen Speise auf der Speisekarte mit dem V-Label kennzeichnen und
- zusätzlich die Einordnung in eine der vier folgenden Untergruppen angeben oder, falls es sich nicht um Selbstbedienung handelt, alternativ das Personal dahingehend schulen, dass es die Kunden nach Anfrage korrekt informieren kann: ovo-lakto-vegetarisch, lakto-vegetarisch, ovo-vegetarisch, vegan / rein pflanzlich.

## Kategorien
Bei der Verwendung des Labels muss man unter dem Label eine der folgenden Kategorien als Text angeben:
1. vegetarisch für Kost, die Eier und/oder Milchprodukte oder andere tierische Produkte wie Honig einbezieht, jedoch nur von lebendigen Tieren gewonnene Inhaltsstoffe
2. vegan für rein vegane, d. h. rein pflanzliche Kost, ohne jede Art tierischer Bestandteile.

## Verbreitung
Ende 2013 nutzten ca. 100 Produzenten, darunter auch große Lebensmittelkonzerne, das V-Label. 2018 wurde das Label von 1.300 Unternehmen genutzt, die 15.000 Produkte lizenziert hatten. Im Gastronomiesektor dagegen war das Label noch wenig verbreitet. Seit Oktober 2021 verwendet auch Burger King das V-Label für vegane Produkte.  In der Schweiz kennzeichnet das V-Label seit September 2017 vegan-vegetarische Menüs in sämtlichen IKEA-Restaurants und ist damit erstmals in der Großgastronomie vertreten.